# M101 (galaxie)
Pour les articles homonymes, voir M101.
M101 (NGC 5457), aussi appelé galaxie du Moulinet, est une très vaste galaxie spirale intermédiaire relativement rapprochée, vue de face et située dans la constellation de la Grande Ourse. Elle a été découverte par l'astronome français Pierre Méchain en 1781.
M101 a été utilisée par Gérard de Vaucouleurs comme une galaxie de type morphologique SA B(rs)cd dans son atlas des galaxies,. Halton Arp a aussi inscrit cette galaxie dans son atlas des galaxies particulières comme la 26e entrée. Il l'a décrit comme un exemple de galaxie spirale possédant un important bras (heavy arm).

## Description
Sa vitesse par rapport au fond diffus cosmologique est de 362 ± 9 km/s, ce qui correspond à une distance de Hubble de 5,34 ± 0,40 Mpc (∼17,4 millions d'al).
La classe de luminosité de M101 est III-IV et elle présente une large raie HI. Elle renferme également des régions d'hydrogène ionisé. Basé sur un article de Valentina E. Karachentseva paru en 1973, la base de données NASA/IPAC indique que M101 est une galaxie du champ, c'est-à-dire qu'elle n'appartient pas à un amas ou un groupe et qu'elle est donc gravitationnellement isolée. Ce n'est sans doute pas le cas, car plusieurs sources indiquent qu'il s'agit de la principale galaxie d'un groupe de galaxies, donc celui de M101,.
En raison d'une brillance de surface égale à 15,12 mag/am2, on peut qualifier M101 de galaxie à faible brillance de surface (LSB en anglais pour low surface brightness). Les galaxies LSB sont des galaxies diffuses (D) avec une brillance de surface inférieure de moins d'une magnitude à celle du ciel nocturne ambiant.

## Histoire
Pierre Méchain a découvert cette galaxie et l'a décrite comme une « nébuleuse sans étoiles, très obscure et très grande, de six à sept minutes d'arc en diamètre, entre la main gauche du Bouvier et la queue de la Grande Ourse ». Habituellement, Messier vérifiait les découvertes faites par son ami Méchain et il décrivait la découverte de celui-ci et il ajoutait ses propres observations. Cependant, au moment d'inscrire M101 à son catalogue dont la date limite de publication approchait, il n'a vérifié l'observation de Méchain que plus tard. L'observation et la description faites par Messier n'ont été écrites que dans sa copie personnelle de la version imprimée du catalogue, comme c'est aussi le cas pour M102 et M103.
William Herschel a observé M101 en 1789 et il y a découvert trois genres de nébuleuses qu'il a affirmé pouvoir résoudre. Il s'agit en fait de trois nébuleuses en émission (région HII) inscrites au New General Catalogue de John Dreyer soit NGC 5447, NGC 5461 et NGC 5462. John Herschel a aussi observé M101 le 4 mai 1831. Il n'a rien ajouté aux observations de son père William en la décrivant simplement « comme une nébulosité de cinq minutes d'arc de diamètre, très pâle, ronde, devant graduellement et soudainement plus brillante vers le milieu ». En avril 1837, William Henry Smyth a aussi observé M101 et il a noté qu'il y avait plusieurs étoiles dans la région de cette nébuleuse, mais sans plus de détails.

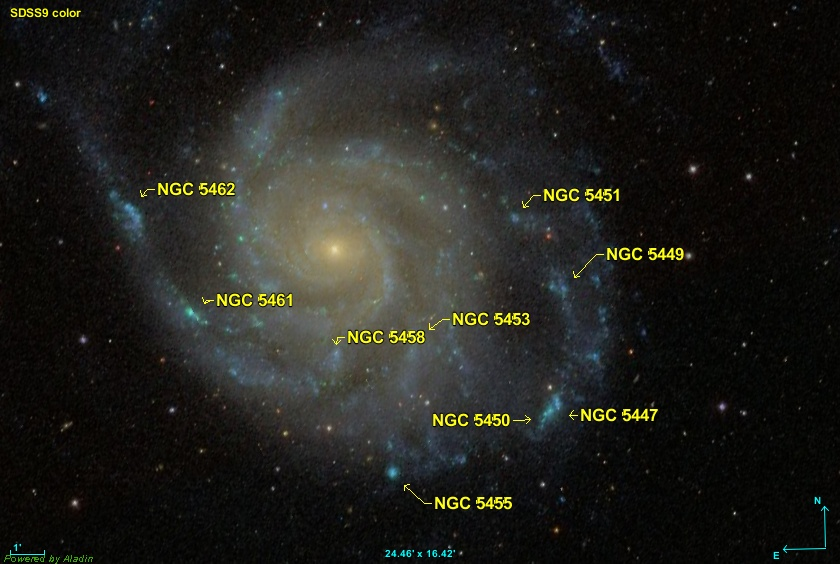
Les neuf objets inscrits au New General Catalogue dans M101.

Le 1er mars 1851, Bindon Stoney a découvert six autres nébuleuses à l'intérieur de M101 l'une d'entre elles est un groupe d'étoiles (NGC 5449) et les cinq autres sont des nébuleuses en émission (région HII). Il s'agit de NGC 5450, NGC 5451, NGC 5453, NGC 5455 et NGC 5458. C'est cependant, William Parsons qui a le premier noté la nature spirale de M101 en 1861.
John Dreyer a inscrit M101 dans son catalogue paru en 1888 comme la 5457e entrée. Il a décrit M101 comme une nébuleuse « assez brillante, très grande, irrégulièrement ronde, progressivement puis soudainement beaucoup plus brillante au centre et possédant des petits noyaux brillants ». Comme mentionné précédemment, ces neuf « petits noyaux brillants » sont également inscrits à son catalogue.
La galaxie M101 est l'une de 762 nébuleuses photographiées par Heber Doust Curtis au début du XXe siècle en utilisant le télescope Crossley de 36 pouces de l'observatoire Lick.

## Distance de M101
La vitesse radiale de M101 (241 km/s), ainsi que celles des cinq autres galaxies du groupe de NGC 5457 (le groupe de M101 selon A. M. Garcia), sont trop faibles et on ne peut utiliser la loi de Hubble-Lemaître pour calculer leur distance à partir du décalage vers le rouge (redshift). Néanmoins, plus d'une centaine de mesures (116) exploitant d'autres principes ont été effectuées à ce jour ; la distance obtenue est égale à 6,644 ± 0,936 Mpc (∼21,7 millions d'al).

## Observation de M101

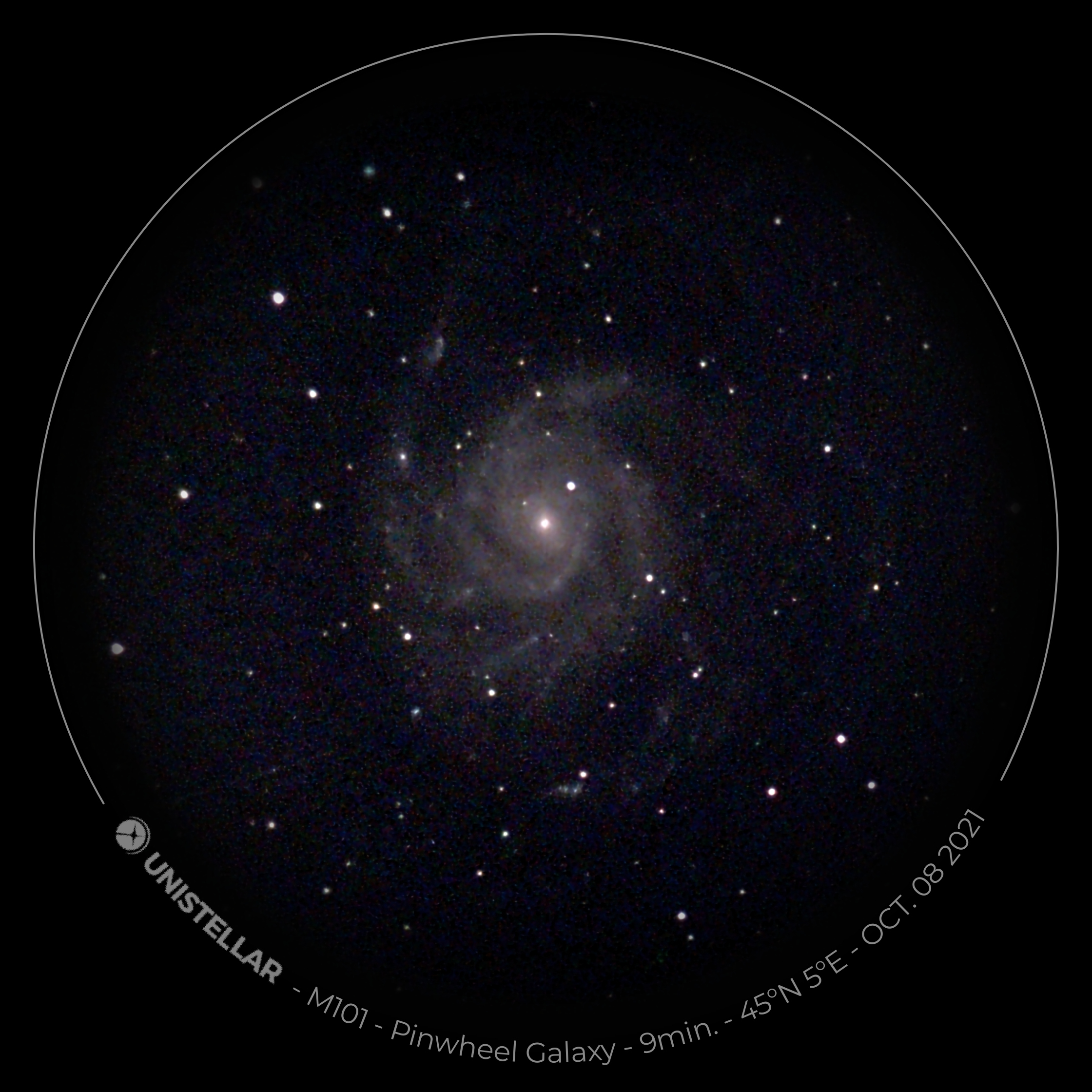
La galaxie du Moulinet vue avec un télescope amateur (EVscope).
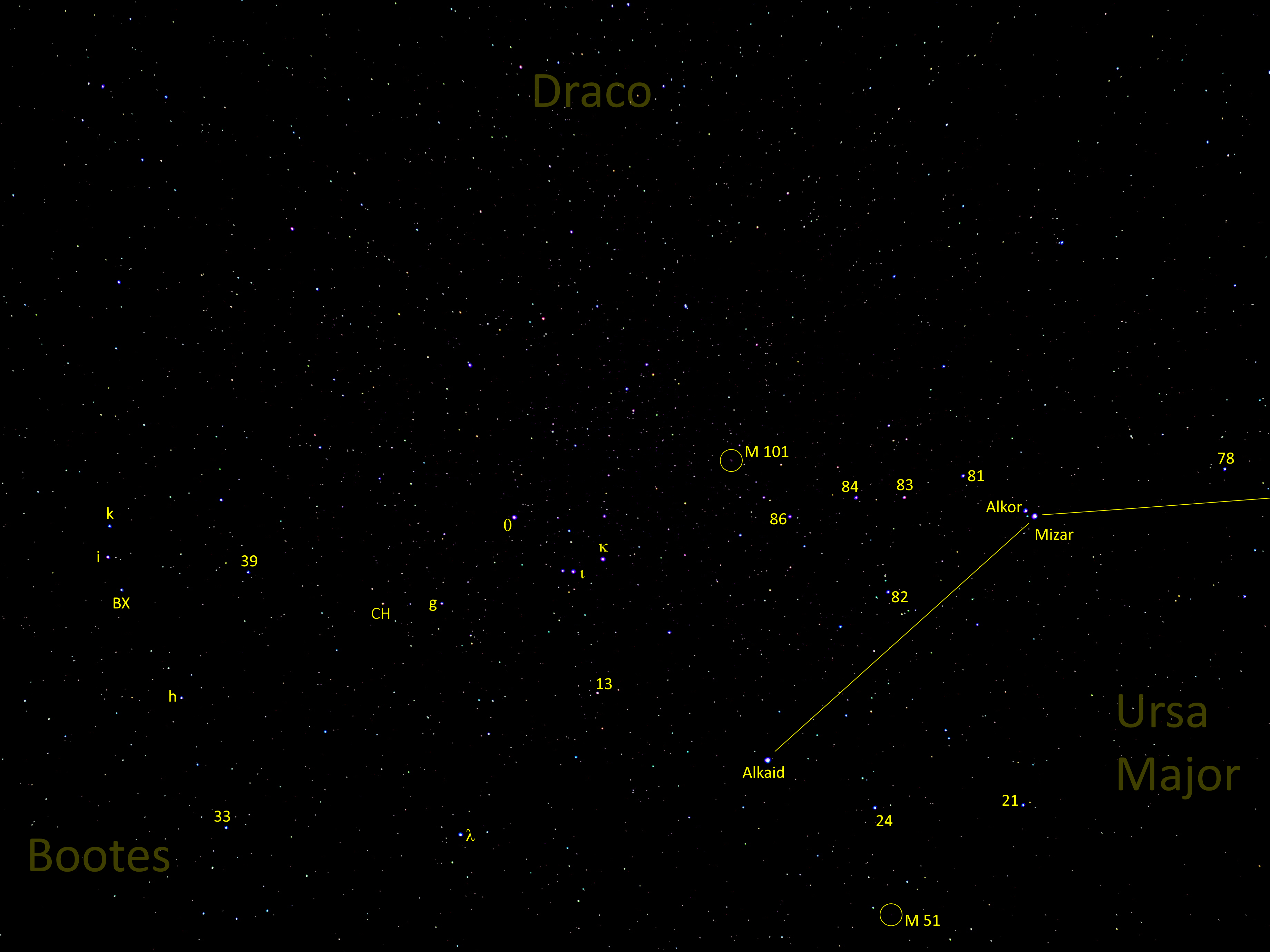
Position de M101 dans la constellation de la Grande Ourse.

Dans d'excellentes conditions, M101 peut être observée avec des jumelles. L'étendue de M101 impose d'utiliser des grossissements aussi petits que possible pour son observation. Il faut avoir un télescope d'au moins 250 mm pour commencer à distinguer le noyau, plus brillant, et des fragments de bras spiraux. Les bras spiraux offrent, lors de bonnes conditions, un beau spectacle dans un télescope de 400 mm à grand champ. À noter que la capture photographique longue pose autorise de voir ces détails avec un diamètre de télescope nettement plus petit (en l'occurrence une pose de 10 min sur une lunette de 60 mm avec un rapport F/D de 5.9 permet de distinguer très nettement les extensions).

## Structure et composition

La galaxie M101 captée par le télescope spatial Hubble. Plusieurs régions HII très brillantes sont visibles sur cette image.

Avec un diamètre de plus de 250 000 a.l., M101 est une très vaste galaxie qui contient environ mille milliards d'étoiles, soit environ 10 fois plus que la Voie lactée. La masse contenue dans son disque est d'environ 100 milliards {\displaystyle M_{\odot }} et le bulbe central atteindrait une masse de quelque trois milliards {\displaystyle M_{\odot }}. Ces caractéristiques se comparent à celles de la galaxie d'Andromède.

### Régions HII et amas d'étoiles
M101 possède une grande population de régions HII, dont plusieurs sont très vastes et très brillantes. Ces régions sont généralement accompagnées d'énormes nuages très denses d'hydrogène moléculaire qui, sous l'effet de leur propre gravité, se contractent donnant ainsi naissance à des étoiles souvent très massives. Les régions HII de M101 sont d'ailleurs ionisées par un grand nombre de jeunes étoiles extrêmement chaudes et brillantes qui sont capables de créer des superbulles dans cette galaxie semblable à celles de M81. En 1990, une étude a catalogué un total de 1 264 régions HII dans M101. Comme nous l'avons mentionné, huit de ces régions sont assez vastes et brillantes découvertes  par William Herschel et Bindon Stoney et elles sont inscrites au New General Catalogue.
M101 possède un très grand nombre d'amas ouverts d'étoiles. Une étude publiée en 2006 en dénombre environ 3000 sur des images du télescope spatial Hubble couvrant une région de 106 minutes d'arc au carré. On estime également qu'il y a environ 150 amas globulaires en orbite autour de M101, soit à peu près le même nombre que celui de la Voie lactée.

### Interaction avec ses voisines

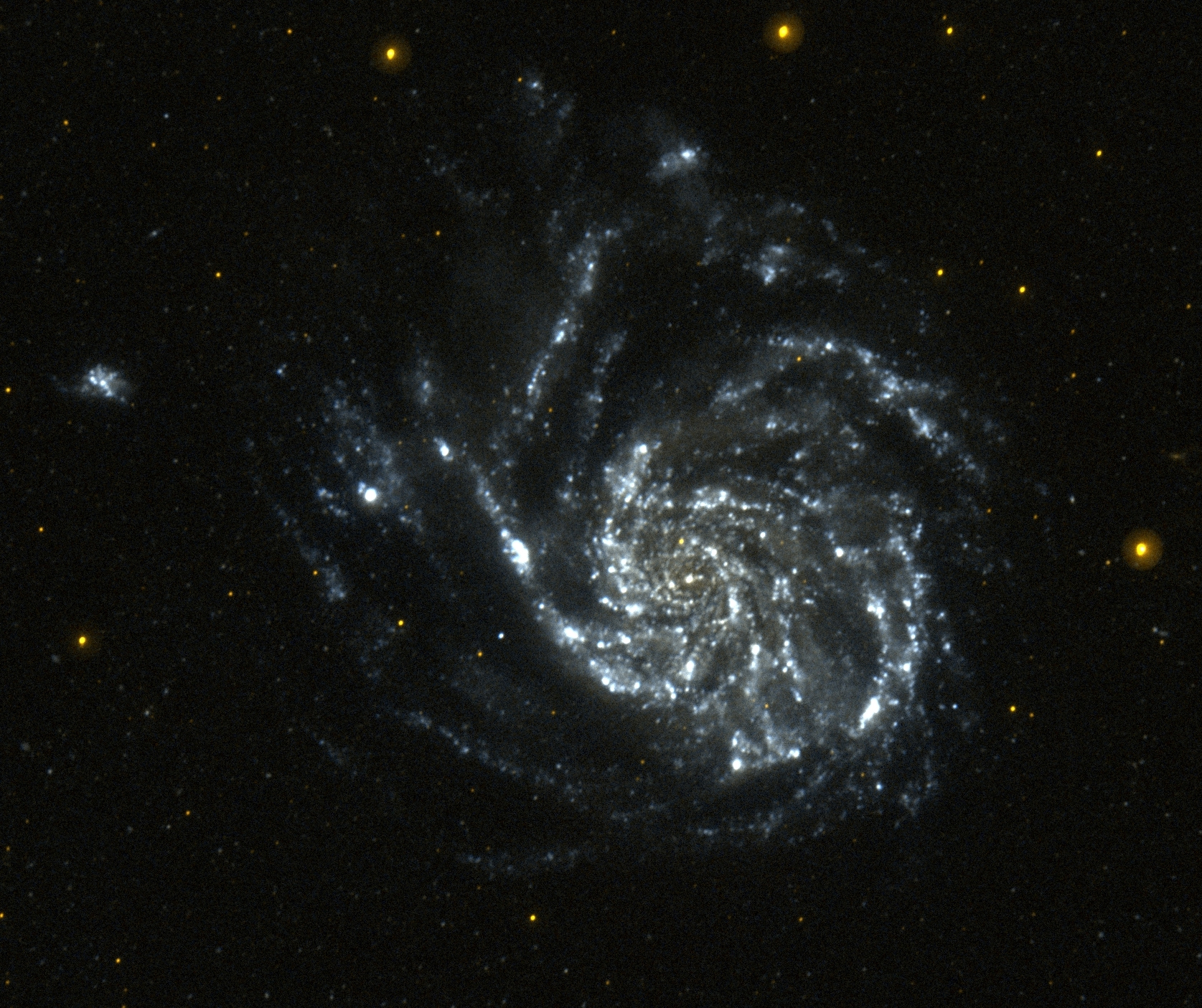
Image captée dans le domaine de l'ultraviolet par le satellite GALEX.

Comme on peut le constater sur les images de M101, cette galaxie est asymétrique. Cette asymétrie provient des forces de marée produites par les interactions gravitationnelles avec des galaxies voisines. Ces interactions ont d'ailleurs comprimé les régions gazeuses d'hydrogène interstellaire, déclenchant ainsi une forte activité de formation d'étoiles dans ses bras spiraux, activité que l'on peut détecter sur les images en ultraviolet.

### Sources de rayons X

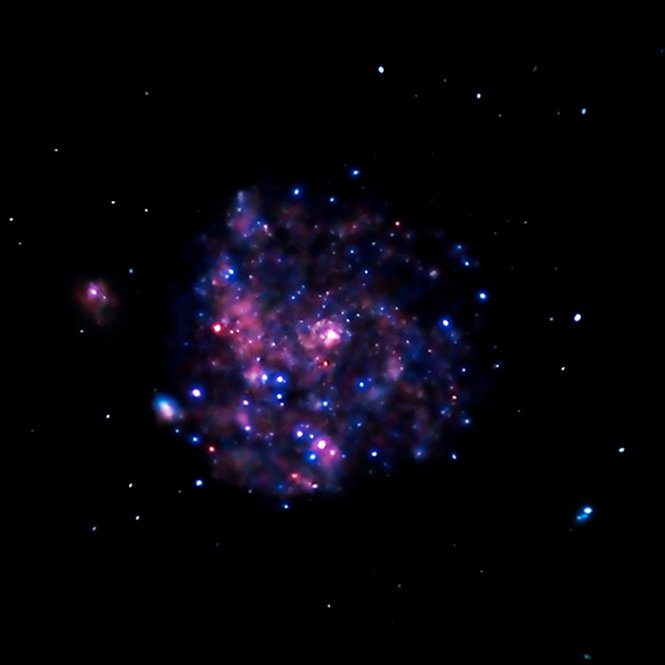
Cette image du télescope spatial Chandra est l'une des plus longues expositions en rayon X d'une galaxie spirale.

En 2001, grâce aux observations du télescope spatial Chandra, la source de rayon X P98 de M101 a été identifiée comme étant une source X ultralumineuse plus puissante que n'importe quelle étoiles mais moins puissante qu'une galaxie. On a alors désigné celle-ci comme M101 ULX-1. En 2005, les observations des télescopes Hubble et XMM-Newton ont découvert la contrepartie optique de M101 ULX-1, montrant qu'il s'agit sans doute d'une binaire X avec un trou noir. D'autres observations ont montré que cette source X ultralumineuse s'écartait des modèles théoriques actuels, car le trou noir n'a qu'une masse équivalente de 20 à 30 {\displaystyle M_{\odot }} et il consomme de la matière à un taux plus élevé que celui prédit par la théorie.
L'image réalisée en utilisant les données du télescope Chandra montre également plusieurs sources X intéressantes. Les sources ponctuelles ont principalement deux origines : des binaires X contenant un trou noir ou une étoile à neutrons ou des gaz chauds contenus dans les bras de la galaxie ou dans des amas ouverts d'étoiles massives.

## Supernova et nova rouge lumineuse
Quatre supernovas ont été découvertes dans NGC 1309 : SN 1909A, SN 1951H, SN 1970G et SN 2011fe. En 2015, on a aussi découvert une nova rouge lumineuse connue sous le nom de M101 OT2015-1 (en) et référencé comme AT2015dl.

### SN 1909A
Cette supernova a été découverte le 26 janvier 1909 par l'astronome allemand Max Wolf. Le type de cette supernova n'a pas été déterminé.

### SN 1951H
Cette supernova a été découverte le 1er septembre 1915 par l'astronome américain Milton Humason. Le type de cette supernova n'a pas été déterminé.

### SN 1970G
Cette supernova a été découverte le 30 juillet 1970 par l'astronome hongrois Miklós Lovas. Cette supernova était de type II.

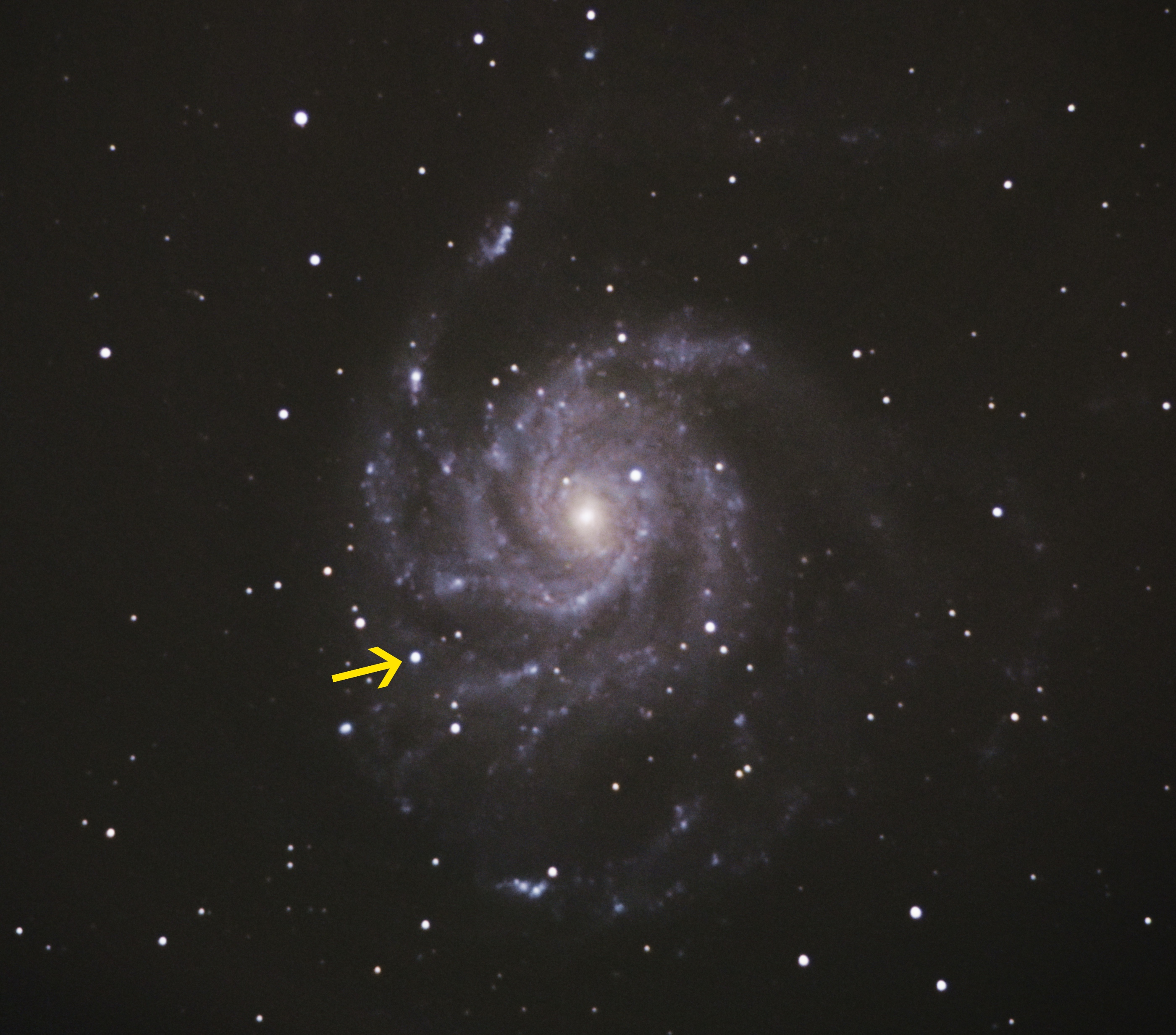
Position de la supernova SN 2011fe dans M101.

### SN 2011fe
Cette supernova a été découverte dans la nuit du 22 au 23 août 2011 par un groupe d'astronomes dans le cadre du relevé Palomar Transient Factory. Cette supernova était de type Ia.

### AT2015dl
Cette nova rouge lumineuse a été découverte le 10 février 2015 par Dumitru Ciprian Vîntdevară de l'observatoire et planétarium astronomique du musée Vasile Pârvan à Bârlad en Roumanie,.

### SN 2023ixf
La supernova SN 2023ixf (en) a été découverte dans M101 le 19 mai 2023  par l'astronome japonais Koichi Itagaki. Cette supernova était de type II (de magnitude 14,9).

## Groupe de NGC 5457 et groupe de M101
Selon A.M. Garcia, la galaxie NGC 5457 est la principale galaxie d'un groupe qui porte son nom. Le groupe de NGC 5457 compte au moins six membres. NGC 5457 est en fait la galaxie M101. Les cinq autres membres du groupe M101 de Garcia sont NGC 5204, NGC 5474, NGC 5477, NGC 5585 et UGC 8837.
D'autre part, dans un article publié en 1998, Abraham Mahtessian fait aussi mention du groupe de M101, mais sa liste est beaucoup plus vaste, car elle renferme 80 membres. Plusieurs galaxies de la liste de Mahtessian se retrouvent également dans d'autres groupes décrit par A.M. Garcia, soit le groupe de NGC 3631, le groupe de NGC 4051, le groupe de M109 (NGC 3992), le groupe de NGC 4051, le groupe de M106 (NGC 4258) et le groupe de NGC 5457.
Plusieurs galaxies de ces six groupes de Garcia ne figurent pas dans la liste du groupe de M101 de Mahtessian. Il y a plus de 120 galaxies différentes dans les listes des deux auteurs. Puisque la frontière entre un amas galactique et un groupe de galaxie n'est pas clairement définie (on parle de 100 galaxies et moins pour un groupe), on pourrait qualifier le groupe de M101 d'amas galactique contenant plusieurs groupes de galaxies.

## Amas de la Grande Ourse et superamas de la Vierge
Les groupes de M101 font partie de l'amas de la Grande Ourse, l'un des amas galactiques du superamas de la Vierge.

## Galerie

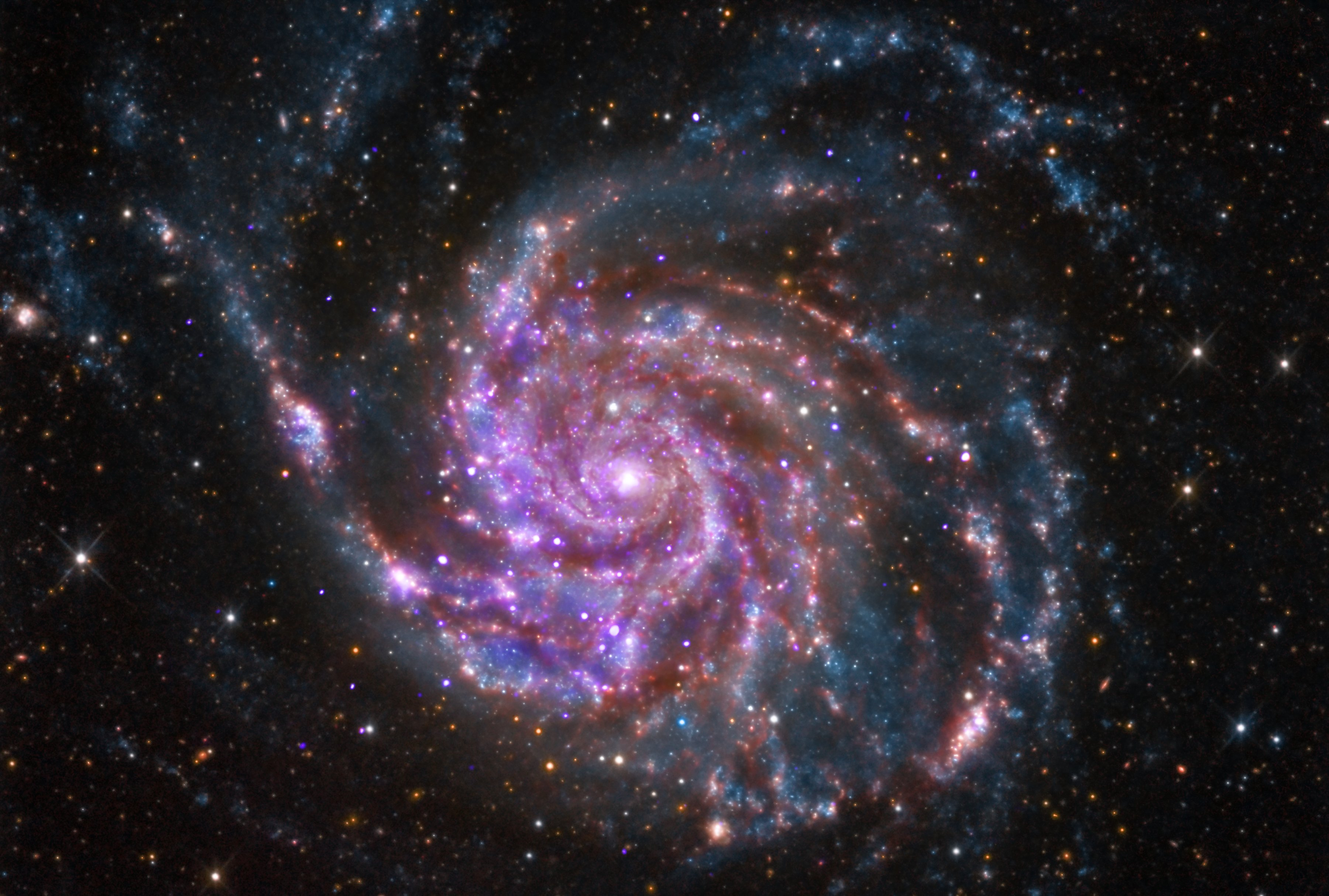
Image composite réunissant des images dans le visible, des données dans le domaine des rayons X (Chandra) et de l'infrarouge.
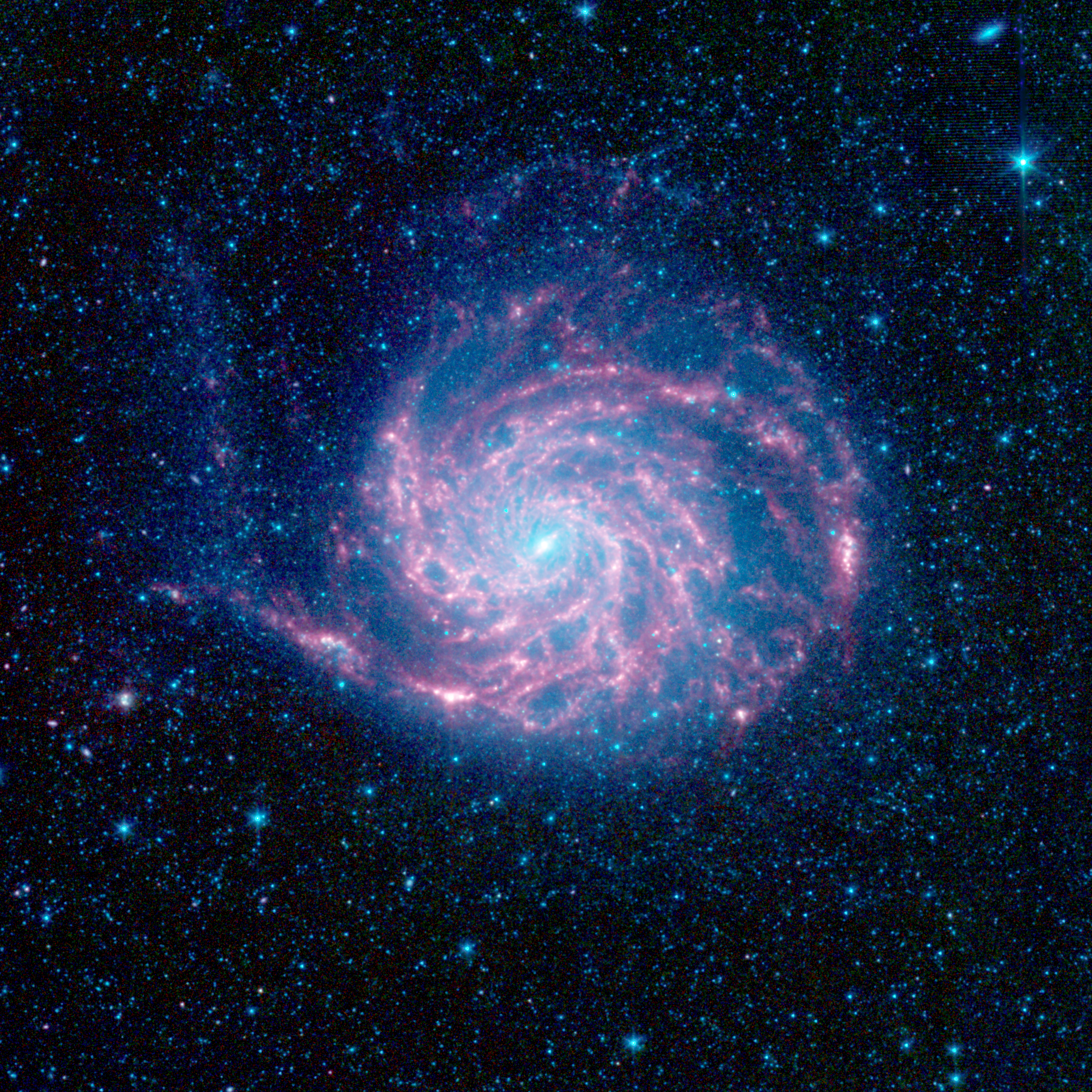
M101 en infrarouge par le télescope spatial Spitzer.
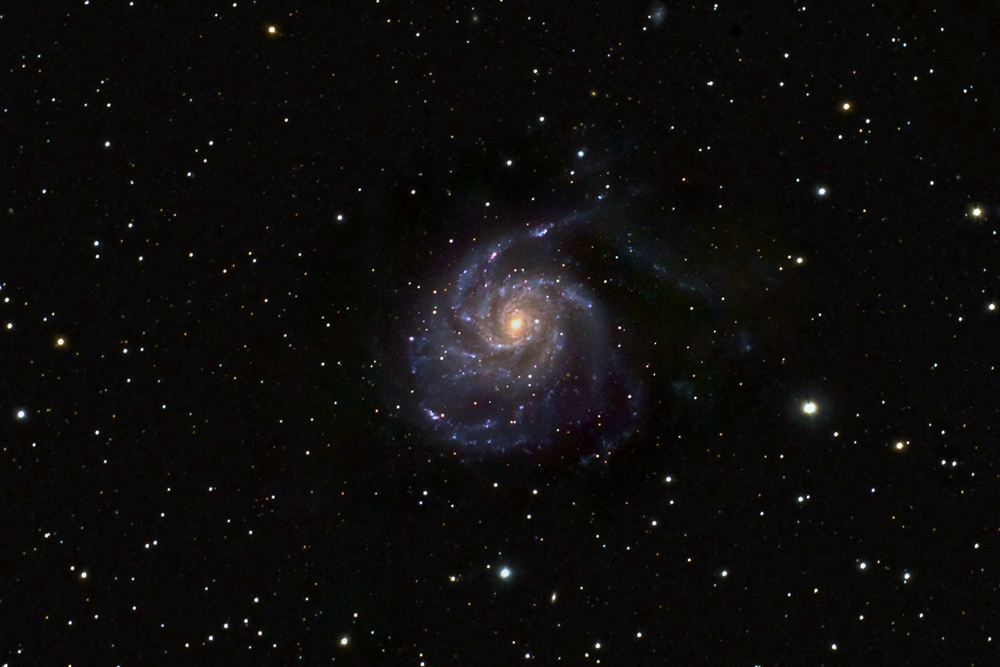
Autre image prise par un télescope amateur de 200mm de diamètre.
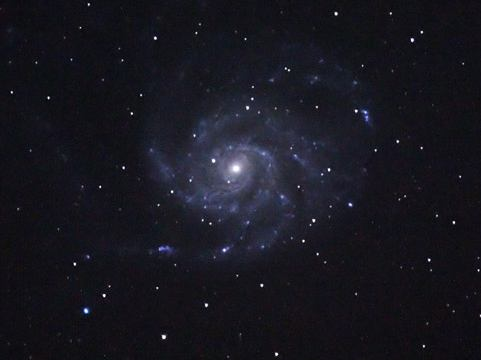
Autre image prise par un télescope amateur de 250mm de diamètre.